# Molinicos
Molinicos − miasto w południowo-wschodniej Hiszpanii, w Albacete (prowincja), w regionie Kastylia-La Mancha. 1.060 mieszkańców (INE 2010).

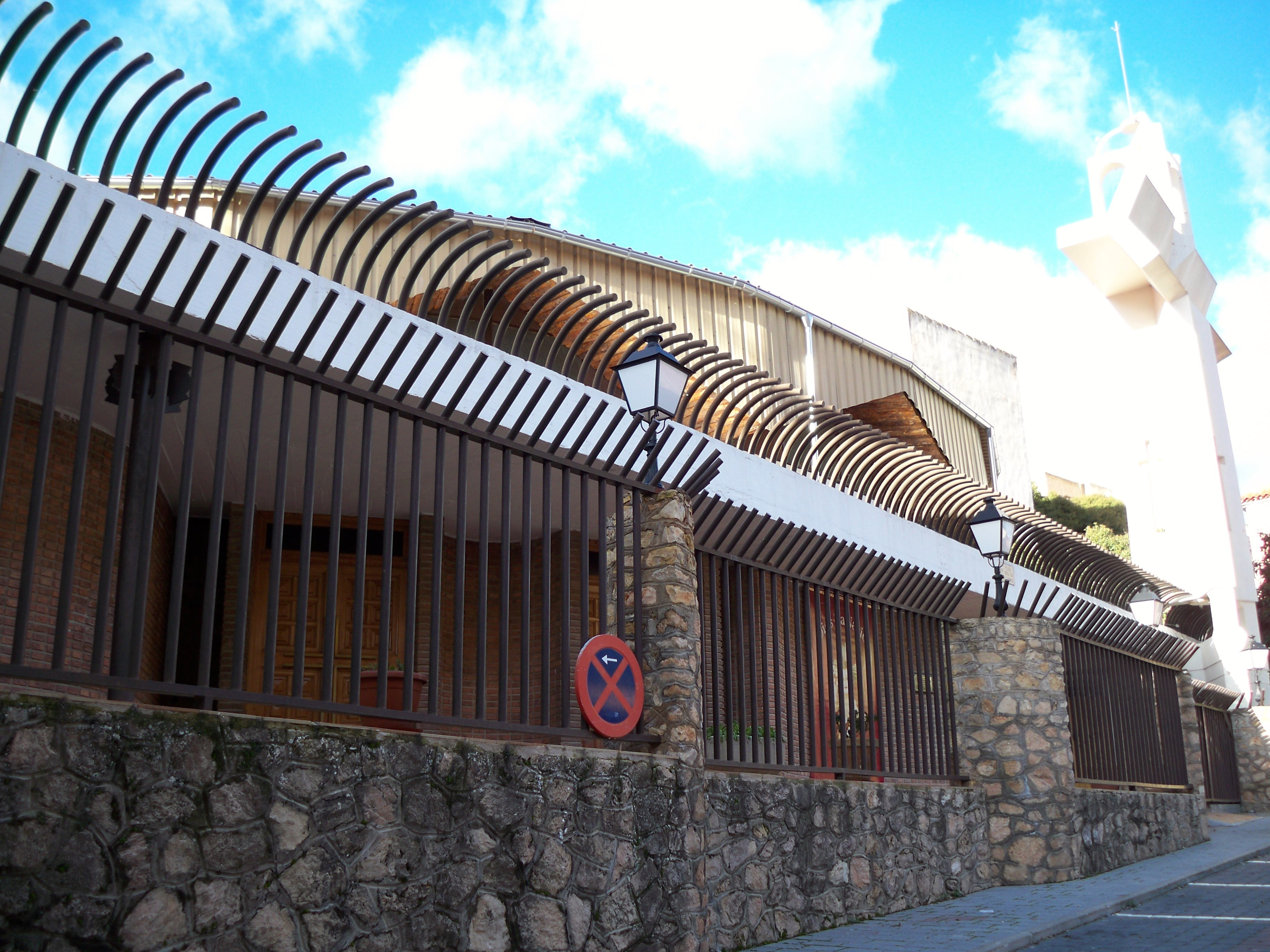
Święta Maria z Nazaretu kościół w Molinicos
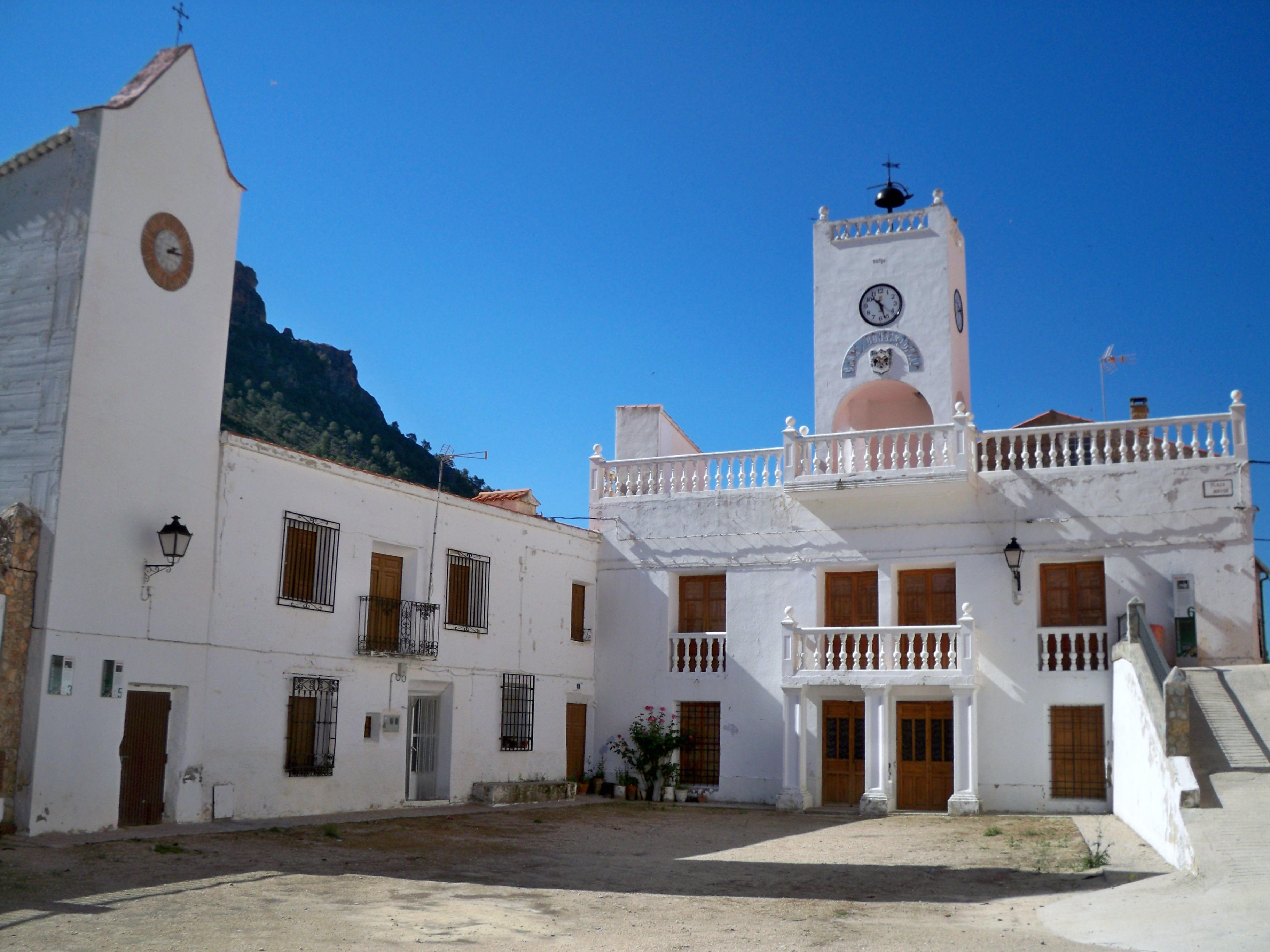
Plaza Mayor w Molinicos
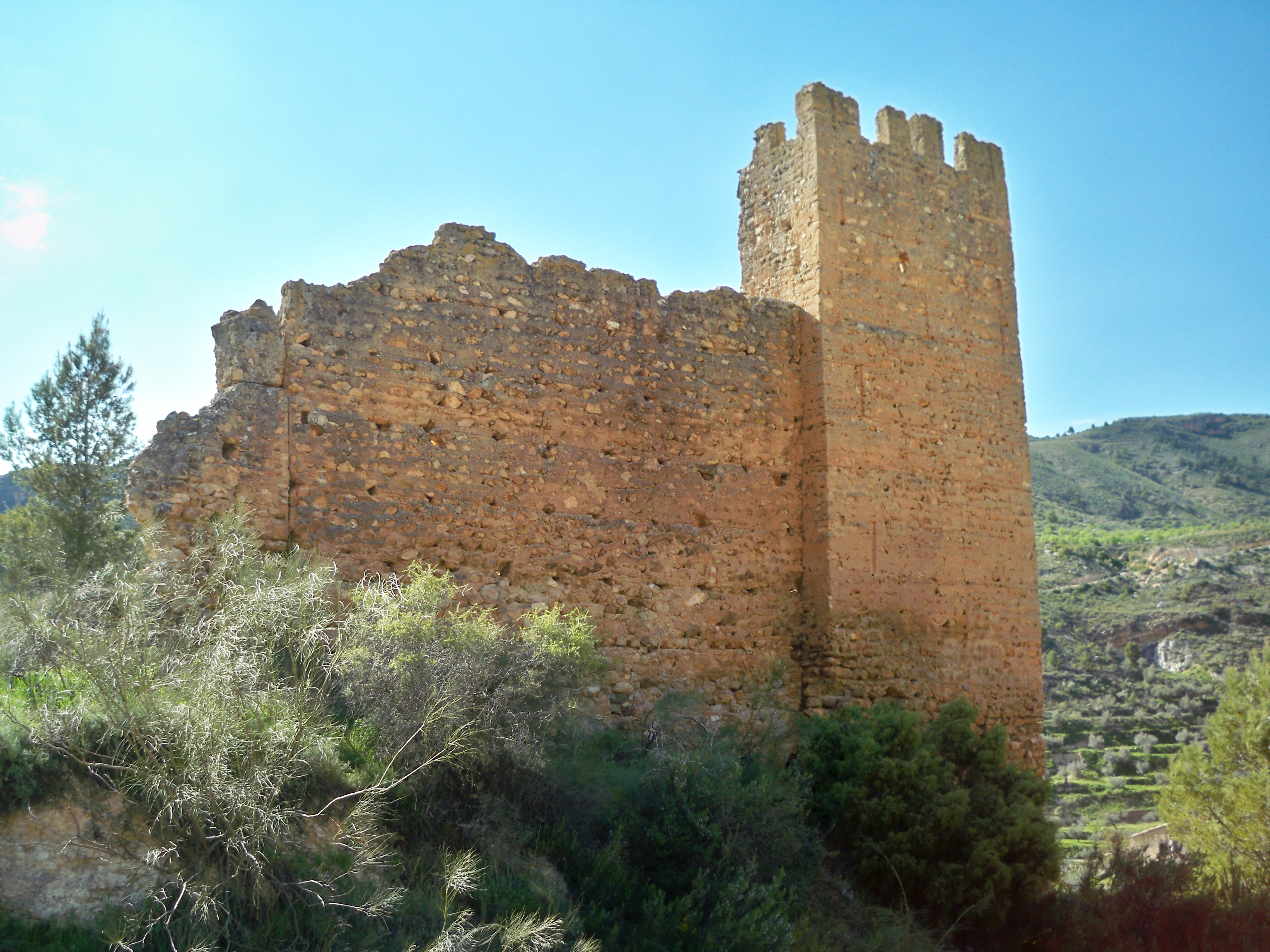
Zamek w Molinicos
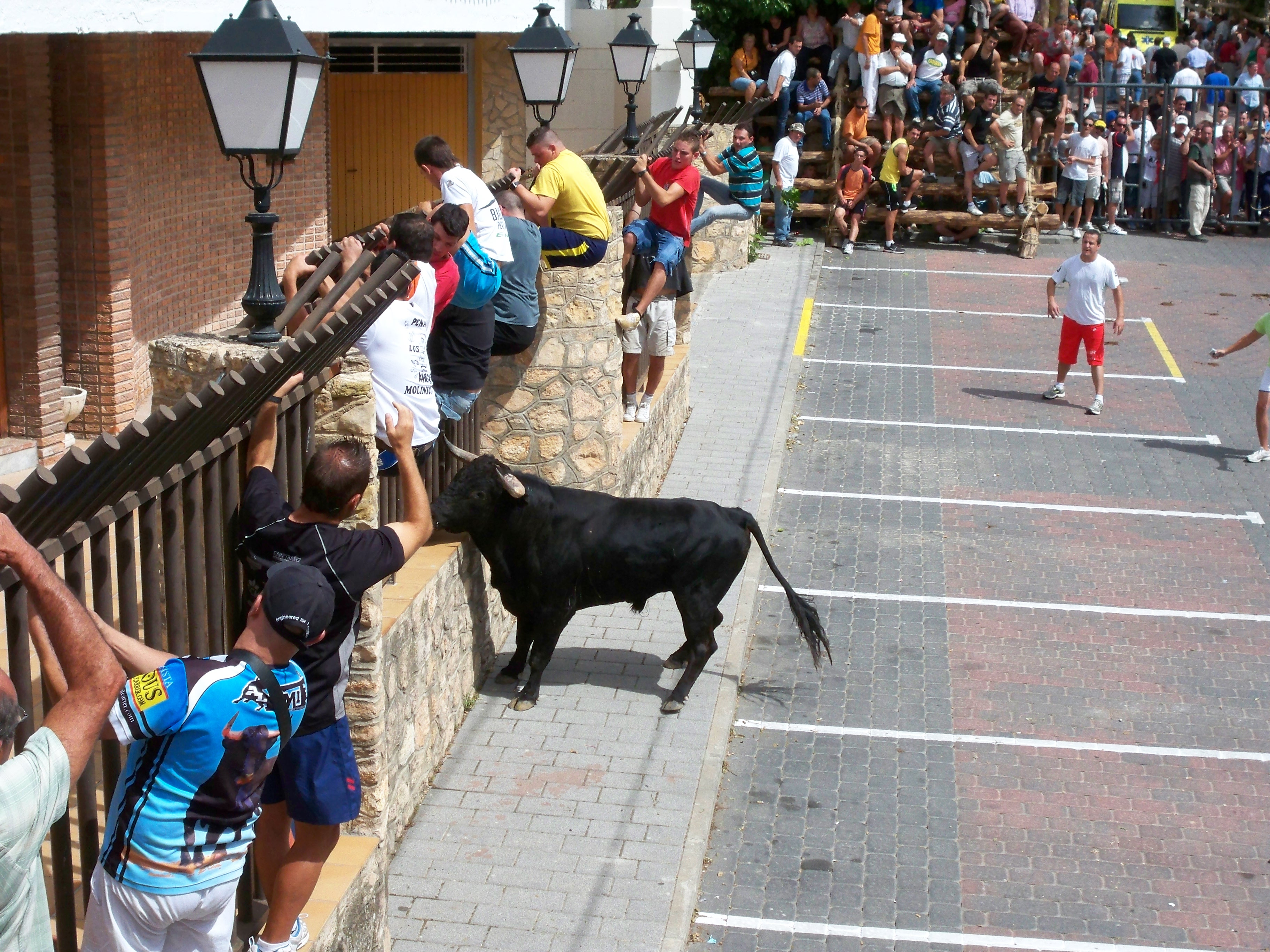
Encierro w Molinicos
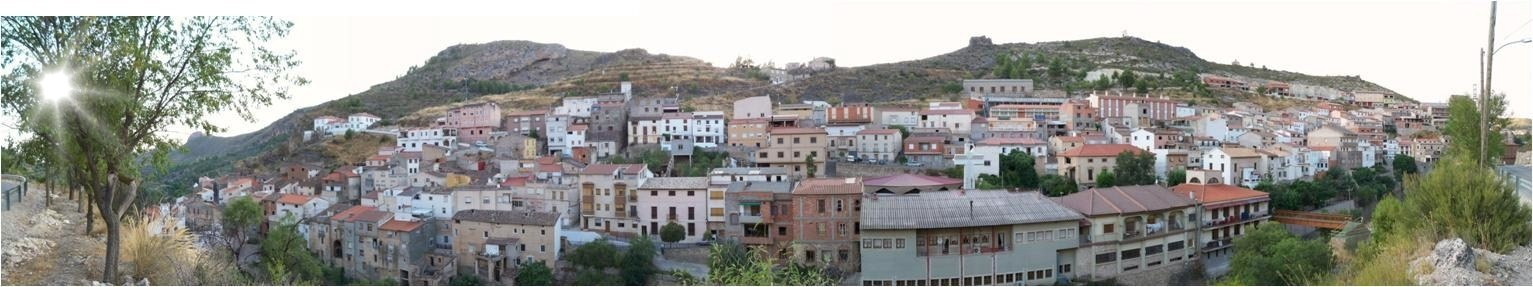
Panorama w Molinicos